# (17136) 1999 JE82
A (17136) 1999 JE82 a Naprendszer kisbolygóövében található aszteroida. A LINEAR projekt keretében fedezték fel 1999. május 12-én.